# Barthélémy (évêque)
Pour les articles homonymes, voir Barthélémy.
Barthélemy, mort en juillet 1308, est un évêque français du XIIIe siècle et XIVe siècle. 

## Biographie
Barthélemy est pourvu de l'évêché d'Autun par Boniface VIII en 1298. Après la mort de Henri Ier de Villars en 1301, il gouverne aussi l'archidiocèse de Lyon. Barthélemy fait de même près la mort de l'archevêque Louis de Villars en 1308, mais il meurt peu après.